# Kholodni Rodnik
Kholodni Rodnik - Холодный Родник (rus) és un possiólok del krai de Krasnodar, a Rússia. Es troba als vessants meridionals de l'extrem oest del Caucas occidental, a la vora esquerra del riu Tuapsé, a 5 km al nord-est de Tuapsé i a 102 km al sud de Krasnodar.
Pertany al poble de Tsipka.